# San Lorenzo in Fonte
San Lorenzo in Fonte är en kyrkobyggnad i Rom, helgad åt den helige Laurentius. Den är belägen vid Via Urbana i Rione Monti och tillhör församlingen Santa Maria ai Monti.
Enligt traditionen skall Laurentius ha suttit fängslad på denna plats och döpt en medfånge och sin fångvaktare med vatten från en mirakulös källa.
Den nuvarande kyrkan uppfördes 1656 efter ritningar av Domenico Castelli.